# Lidija Nikolaevna Sejfullina
Lidija Nikolaevna Sejfullina, in russo Лидия Николаевна Сейфуллина? (Orenburg, 3 aprile 1889 – Mosca, 25 aprile 1954), è stata una scrittrice sovietica.

## Biografia
Nacque in una famiglia contadina e seguì gli studi dapprima nella scuola locale e poi al liceo a Omsk.
Fu per lungo tempo maestra, sia in strutture statali sia privatamente, dopodiché svolse l'attività di bibliotecaria a Orsk e a Čeljabinsk e di segretaria presso una casa editrice. Ma quando la rivista Siberia soviettista pubblicò, riscuotendo grande successo, il suo racconto intitolato La carriera di Paolino, la Sejfullina decise di dedicarsi alla carriera di scrittrice.
Si affermò negli anni fra il 1921 e il 1925 con i volumi I trasgressori della legge, del 1921, sulla vita dei ragazzi abbandonati per strada, Humus, del 1923, Virinea, del 1925 e Il burrone delle betulle, del 1931, che danno un quadro vivido e commosso, talora crudo, dei drammi e delle speranze suscitati dalla Rivoluzione Russa.
Per queste opere, che la resero celebre non solo nel suo paese, ma anche in campo internazionale, e per la produzione successiva, la Sejfullina si colloca tra quegli scrittori sovietici che, pur non aderendo al comunismo, si proposero di fiancheggiare la Rivoluzione e si costituirono nel movimento detto dei compagni di strada, che comprendeva esponenti del calibro di Maksim Gor'kij e Aleksandr Voronskij.
La sua letteratura pur evidenziando qualche aggancio con il Realismo, venne definita 'arte a tesi', o moralizzante, perché le sue profonde descrizioni riguardanti la vita e la società russa, tendettero non solo a far emergere pregi e difetti della Rivoluzione, ma anche quegli ideali universali insiti nell'uomo.
Alcune opere, come Virineja risultarono per alcune caratteristiche aderenti all'avanguardia, ma non tanto dal punto di vista formale quanto da quello contenutistico, per altre vicine alle tendenze zoliane e verghiane; interessante fu anche l'esperimento linguistico espresso dalla scrittrice, per il quale prese spunto dal lessico popolare, utilizzandolo non solo ai dialoghi ma estendendolo a tutto il 'corpo' dell'opera.
I critici letterari russi, pur apprezzando pienamente la scrittrice, erano divisi in due fazioni: la prima definiva l'autrice come una osservatrice attenta e critica nell'evidenziare gli errori del comunismo, mentre gli altri la consideravano una sostenitrice e una esaltatrice del bolscevismo.